# 素人
| ウィキペディアには「素人」という見出しの百科事典記事はありません（タイトルに「素人」を含むページの一覧/「素人」で始まるページの一覧）。 代わりにウィクショナリーのページ「素人」が役に立つかもしれません。 |